# Берестівецька сільська рада
Берестіве́цька сільська́ ра́да — колишня адміністративно-територіальна одиниця та орган місцевого самоврядування в Уманському районі Черкаської області. Адміністративний центр — село Берестівець.

## Загальні відомості
- Населення ради: 843 особи (станом на 2001 рік)

## Історія
Черкаська обласна рада рішенням від 31 жовтня 2008 року в Уманському районі уточнила назви Берестовецької сільради на Берестівецьку.

## Населені пункти
Сільській раді були підпорядковані населені пункти:
- с. Берестівець

## Склад ради
Рада складалася з 12 депутатів та голови.
- Голова ради: Яременко Сергій Васильович

### Депутати
За результатами місцевих виборів 2010 року депутатами ради стали:

#### За суб'єктами висування
| Суб'єкт висування | Кількість обраних депутатів | %    |
| ----------------- | --------------------------- | ---- |
| Партія регіонів   | 10                          | 83,3 |
| Самовисування     | 2                           | 16,7 |

#### За округами
| № округу        | Прізвище, ім'я, по батькові      | Дата визнання обраним | Освіта             | Партійна приналежність | Відомості про обраного депутата                                                             |
| --------------- | -------------------------------- | --------------------- | ------------------ | ---------------------- | ------------------------------------------------------------------------------------------- |
| Партія регіонів |                                  |                       |                    |                        |                                                                                             |
| 1               | Будикіна Альона Юріївна          | 31.10.2010            | середня спеціальна | член Партії регіонів   | тимчасово не працює                                                                         |
| 2               | Білокур Юрій Васильович          | 31.10.2010            | середня спеціальна | член Партії регіонів   | Уманський національний університет садівництва, механізатор-технік                          |
| 3               | Байда Василь Григорович          | 31.10.2010            | середня спеціальна | член Партії регіонів   | ТОВ «Берестівець», бригадир будівельної бригади                                             |
| 4               | Ніженська Наталія Іванівна       | 31.10.2010            | вища               | член Партії регіонів   | Берестівецька сільська рада, касир                                                          |
| 5               | Бадиченко Оксана Володимирівна   | 31.10.2010            | середня спеціальна | член Партії регіонів   | Берестівецький фельдшерсько-акушерський пункт, молодша медсестра                            |
| 6               | Козак Людмила Семенівна          | 31.10.2010            | незакінчена вища   | член Партії регіонів   | Берестівецька сільська рада, секретар                                                       |
| 8               | Безкоровайний Володимир Петрович | 31.10.2010            | середня спеціальна | член Партії регіонів   | ТОВ «Берестівець», головний інженер                                                         |
| 9               | Омельченко Катерина Анатоліївна  | 31.10.2010            | середня спеціальна | член Партії регіонів   | Берестівецька загальноосвітня школа І-ІІІ ст., заступник директора по господарській частині |
| 11              | Гнатюк Ольга Петрівна            | 31.10.2010            | середня спеціальна | член Партії регіонів   | тимчасово не працює                                                                         |
| 12              | Шураєв Ян Володимирович          | 31.10.2010            | середня            | член Партії регіонів   | ТОВ «Берестівець», водій                                                                    |
| Самовисування   |                                  |                       |                    |                        |                                                                                             |
| 7               | Чекаленко Надія Андріївна        | 31.10.2010            | вища               | позапартійна           | ТОВ «Берестівець», головний економіст                                                       |
| 10              | Чекаленко Раїса Василівна        | 31.10.2010            | середня спеціальна | позапартійна           | Берестівецька загальноосвітня школа І-ІІІ ст., бібліотекар                                  |